# Onthophagus marginatus
Onthophagus marginatus là một loài bọ cánh cứng trong họ Bọ hung (Scarabaeidae).